# Henri Hua
Henri Hua  (16 de febrero de 1861 - 1919 ) fue un botánico y curador francés. Desarrolló parte de su actividad científica en el Herbario del Museo Nacional de Historia Natural de Francia, en París. Realizó extensas expediciones a Guinea y África Ecuatorial.

## Algunas publicaciones
- Henri Hua. 1906. Exposé [de ses] titres et travaux scientifiques. 46 pp.

- ---------------. 1905. Le Congrès international de Botanique: session de Vienne (12-18 Juin 1905). Editor A. Anciaux, 14 pp.

- ---------------. 1902. Le genre Sherbournia G.Don (Amaralia Welw. ex Benth. & Hook.f. ); etude historique et critique d'un genre de la flore tropicale Africaine ... Editor Dejussieu, 	16 pp.

- ---------------, auguste Chevalier. 1901. Les Landolphiées, (Lianes a Caoutchouc), du Sénégal, du Soudan et de la Guinée Française. 36 pp.

- ---------------. 1900. Établissement dùn organe périodique international destiné à la publication des noms nouveaux pour la science botanique: proposition et rapport présentés au Congrès international de Botanique de 1900. Editor L. Declume, 12 pp.

- ---------------. 1898. Contributions à la flore du Congo Français Liliacées.

## Honores

### Epónimos
- (Apiaceae) Chaerophyllopsis huai H.Boissieu[1]

- (Huaceae) Hua gabonii Pierre ex De Wild.[2]

- (Rhamnaceae) Berchemia huana Rehder[3]

- (Rubiaceae) Amaralia huana Wernham[4]